# Блумбергский терминал
Блумберг терминал — компьютерная система, предоставляемая компанией Bloomberg, позволяющая специалистам в области финансов и других отраслей промышленности пользоваться сервисом Bloomberg Professional, через который пользователи могут в реальном времени контролировать и анализировать движение финансового рынка, а также являющаяся местом торгов на электронной торговой площадке. Система также предоставляет доступ к новостям, котировкам, почте, системе обмена сообщениями через собственную защищенную сеть. Большая часть больших финансовых фирм имеют подписку на сервисы Bloomberg Professional. Многие биржи взимают дополнительную плату за доступ к информации об изменении цен в реальном времени. То же самое относится и к различным новостным организациям. Все терминалы сдаются в аренду на двухлетний цикл, зависящей от количества подключенных мониторов. Стоимость подписки - около $2000 в месяц со скидкой для двух и более терминалов ($1600). Большая часть конфигураций терминалов имеет от двух до шести дисплеев. По состоянию на Май 2010 г. имелось 310,000 подписчиков Блумберг терминалов по всему миру.

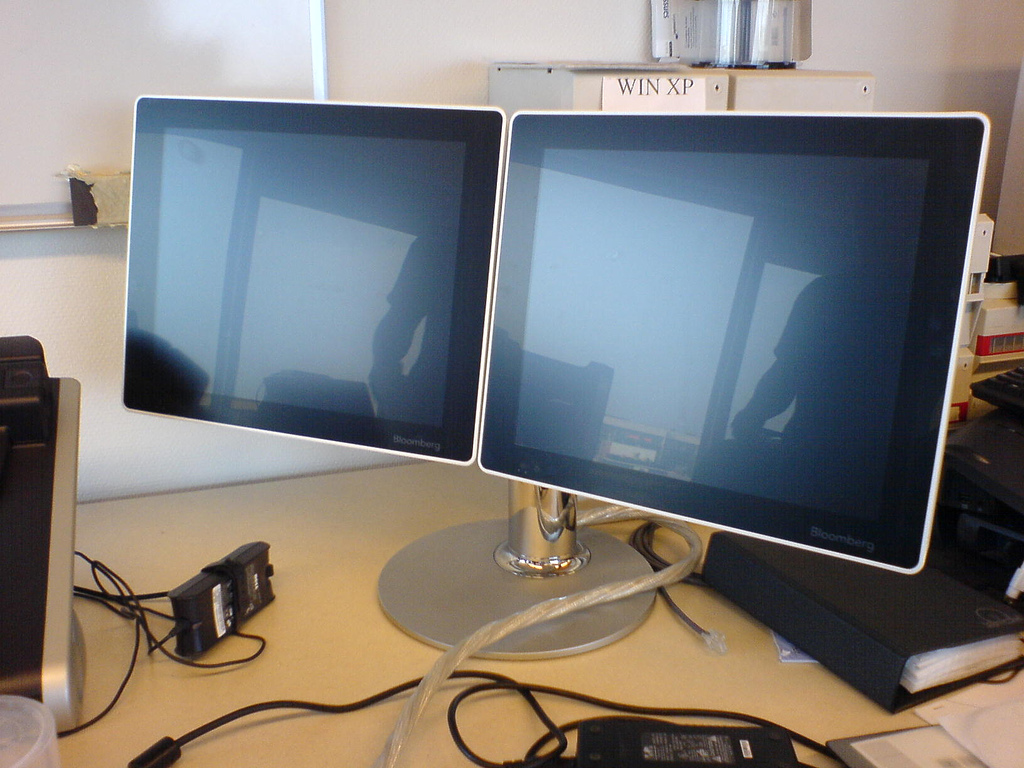
Блумберг терминал(выключенный)

## Архитектура
Терминал реализует архитектуру вида клиент-сервер с сервером, запущенным на мультипроцессорной Unix платформе. Клиент, используемый конечными пользователями для взаимодействия с системой, является приложением Windows. Конечные пользователи могут так же использовать особый сервис (Bloomberg Anywhere), дающий доступ к данному Windows приложению через клиент Citrix.

## Скандал со слежкой за пользователями
В 2013 году менеджмент Goldman Sachs и JPMorgan  заявили о том, что за сотрудниками банков осуществляется слежка через терминалы Bloomberg. Стало известно, что журналистам агентства Bloomberg были доступны данные о действиях пользователей терминала: статус онлайн, использование функций терминала и даже история переписки со службой поддержки. 
В результате полученных претензий руководство Bloomberg выступило с заявлением о том, что сотрудникам отныне был закрыт доступ к данным банкиров.